# فرودگاه صحرایی اوریپا
فرودگاه صحرایی اوریپا (به انگلیسی: Oripää Airfield) (به زبان بومی: Oripään lentokenttä) یک فرودگاه است . این فرودگاه در کشور فنلاند قرار دارد و در ارتفاع ۱۰۱ متری از سطح دریا واقع شده است.